# Embken
Embken is een plaats in de Duitse gemeente Nideggen, deelstaat Noordrijn-Westfalen, en telt 792 inwoners (31 december 2020).
Embken ligt 7 km ten oosten van Nideggen-stad, direct ten zuiden van Muldenau en ten noorden van het aan de Bundesstraße 265 gelegen Wollersheim. Embken ligt circa 8 km ten westen van Zülpich.
Het dorp is rijk aan fraaie, grote, meestal natuurstenen huizen en boerderijen uit met name de 18e eeuw.

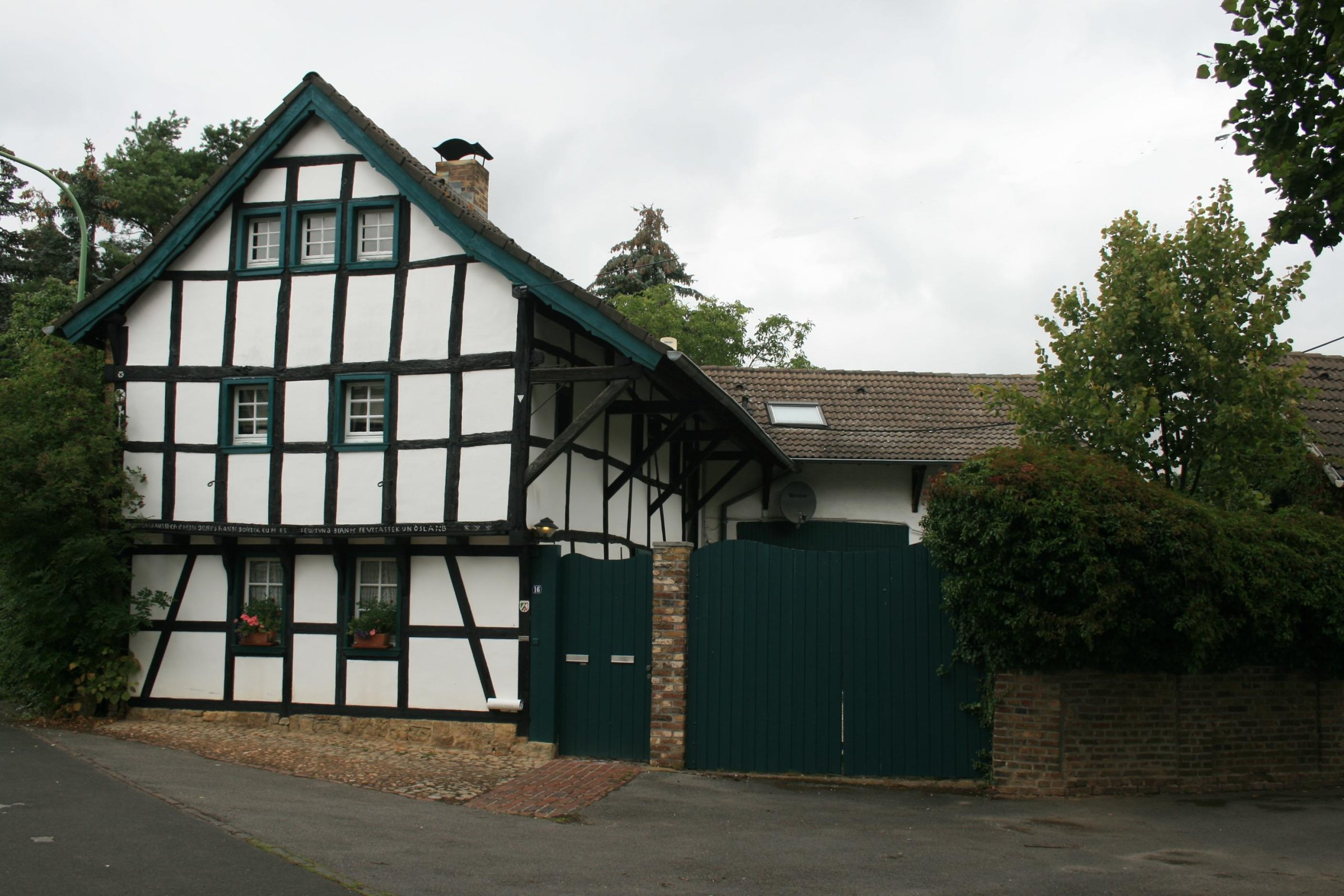
Vakwerkhuis uit 1631
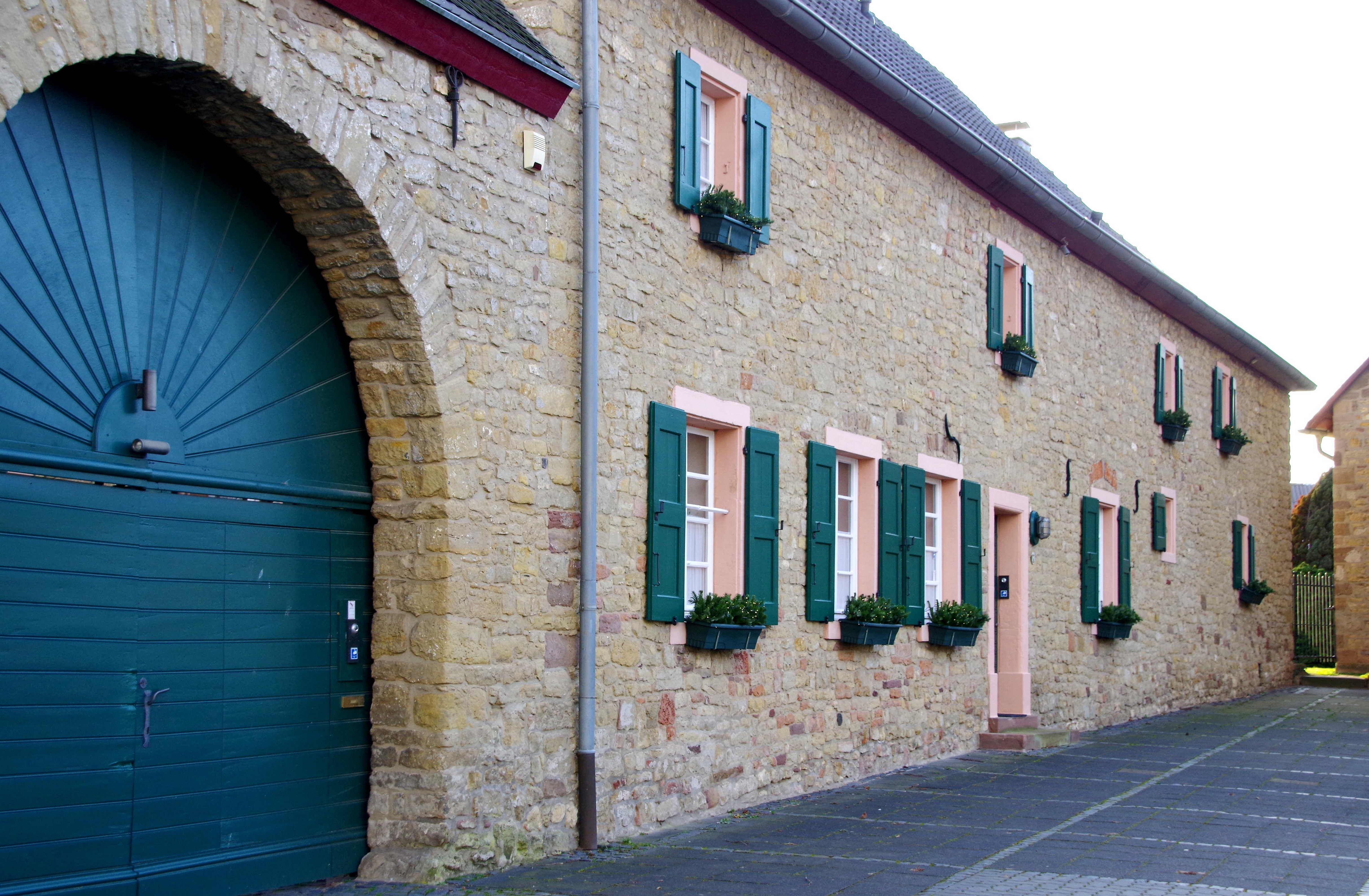
Voormalige vroonhoeve (18e eeuw)
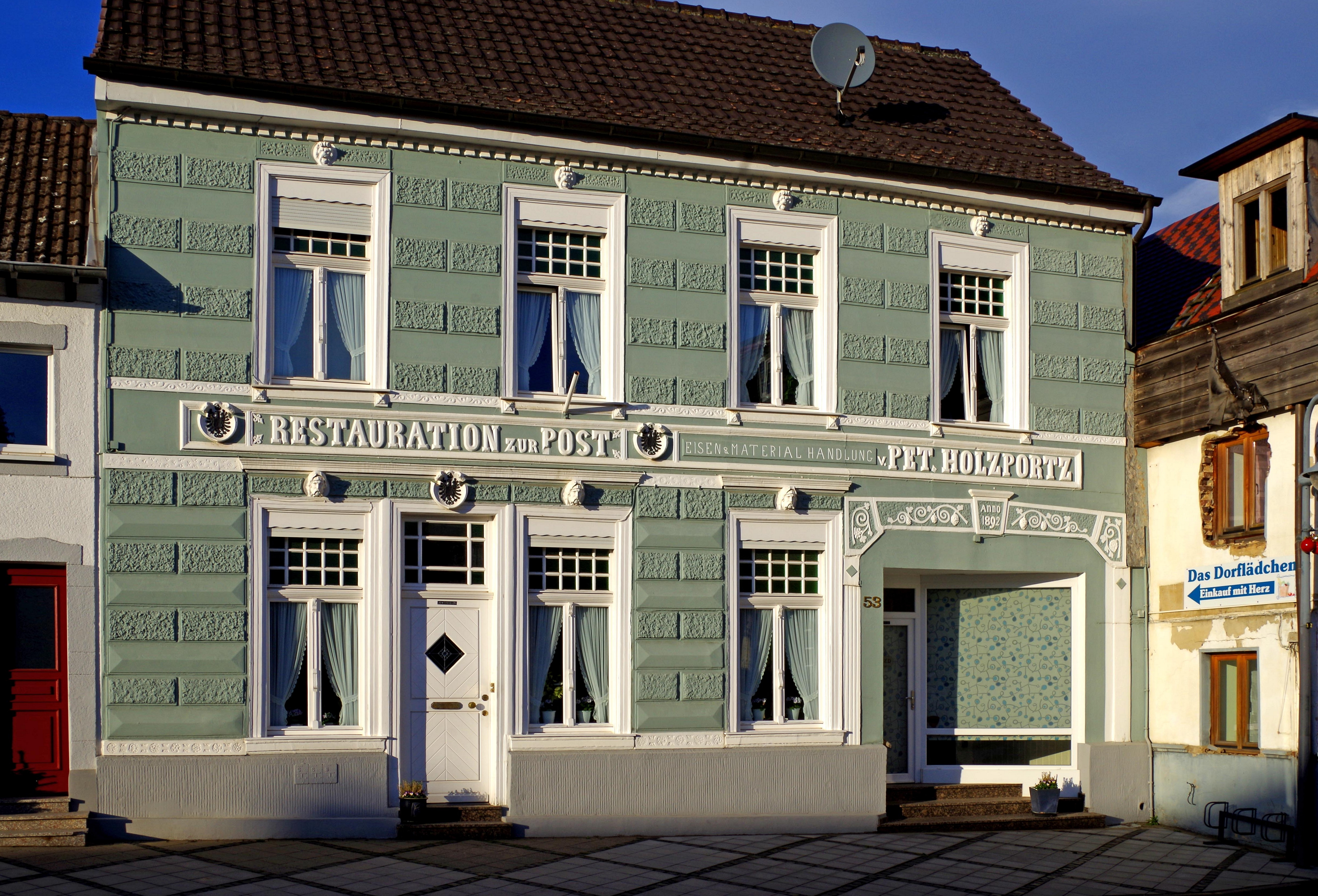
Voormalig hotel-restaurant Zur Post (1892)
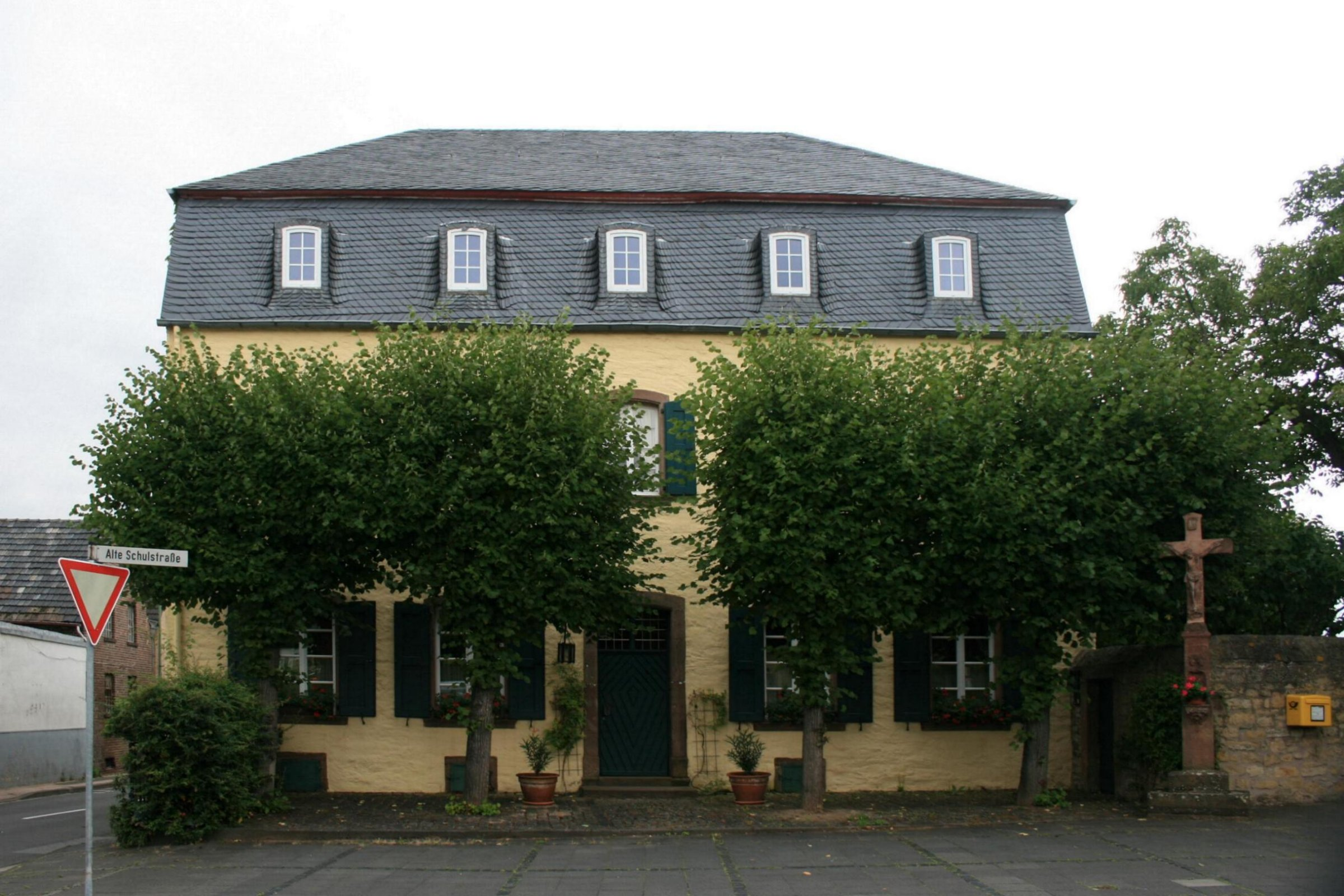
Voormalige halte van de postkoets Alte Post (1761)
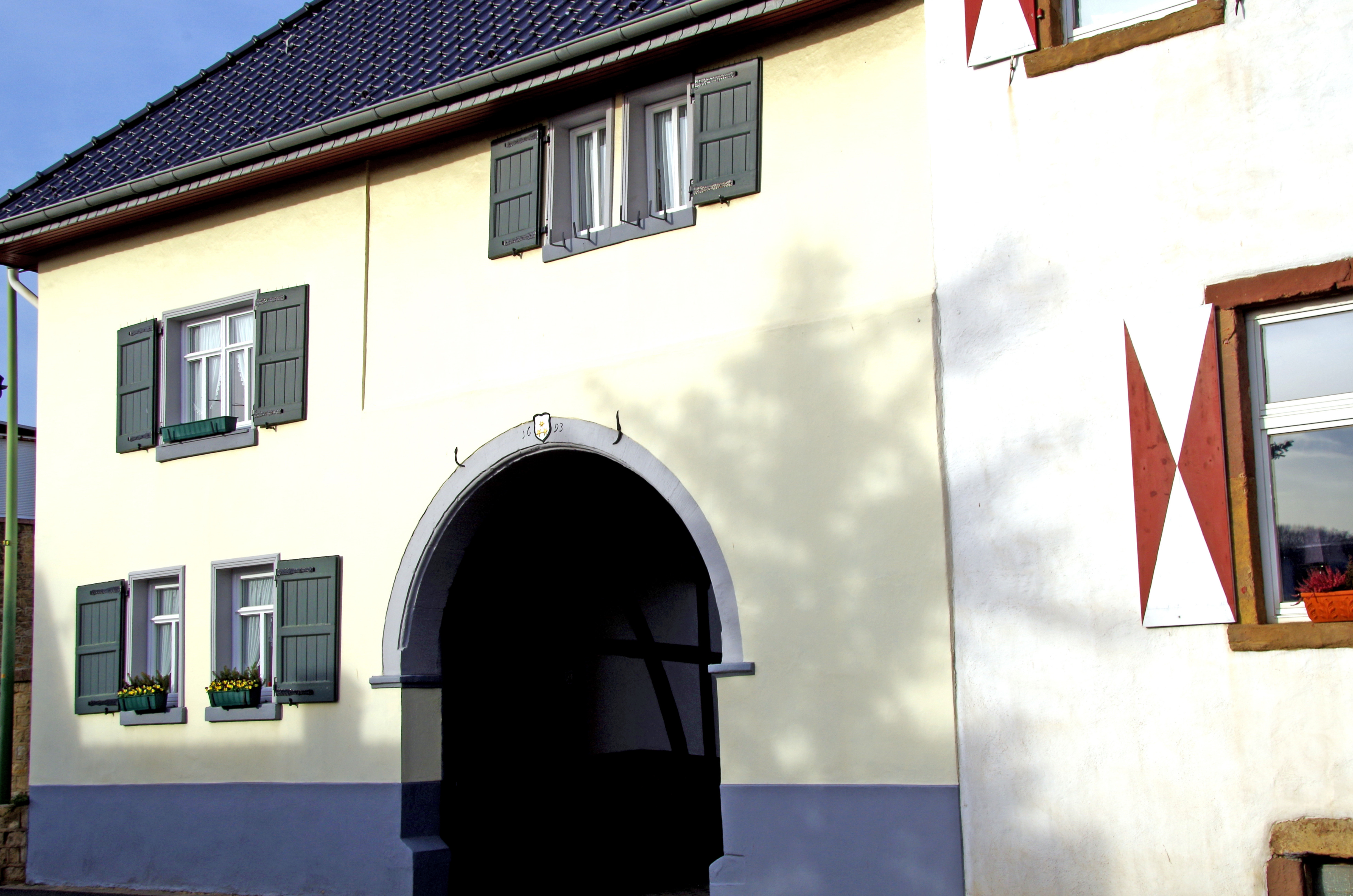
V.m. herenboerderij, Liebergstr. 41
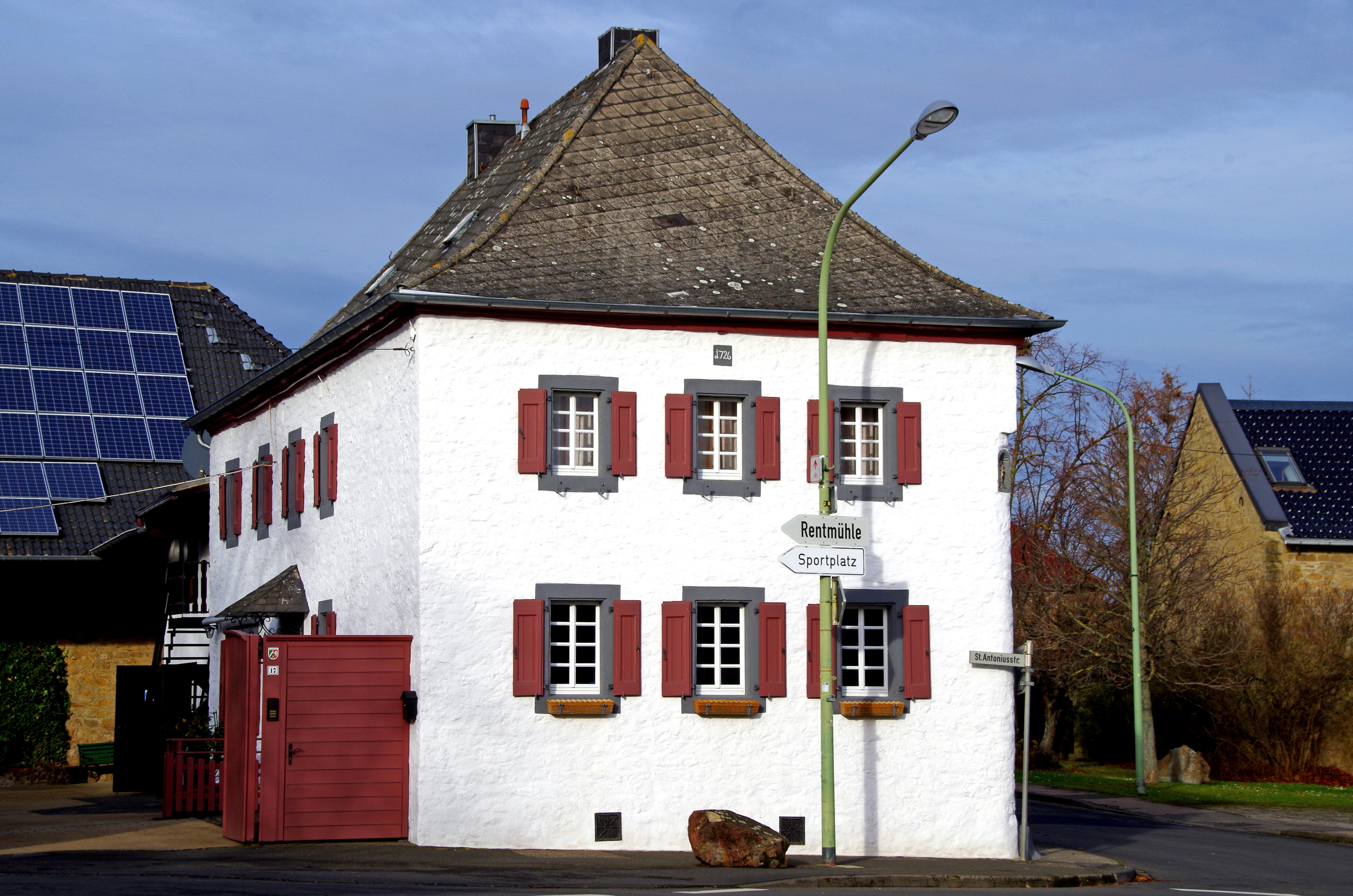
Boerderij anno 1726
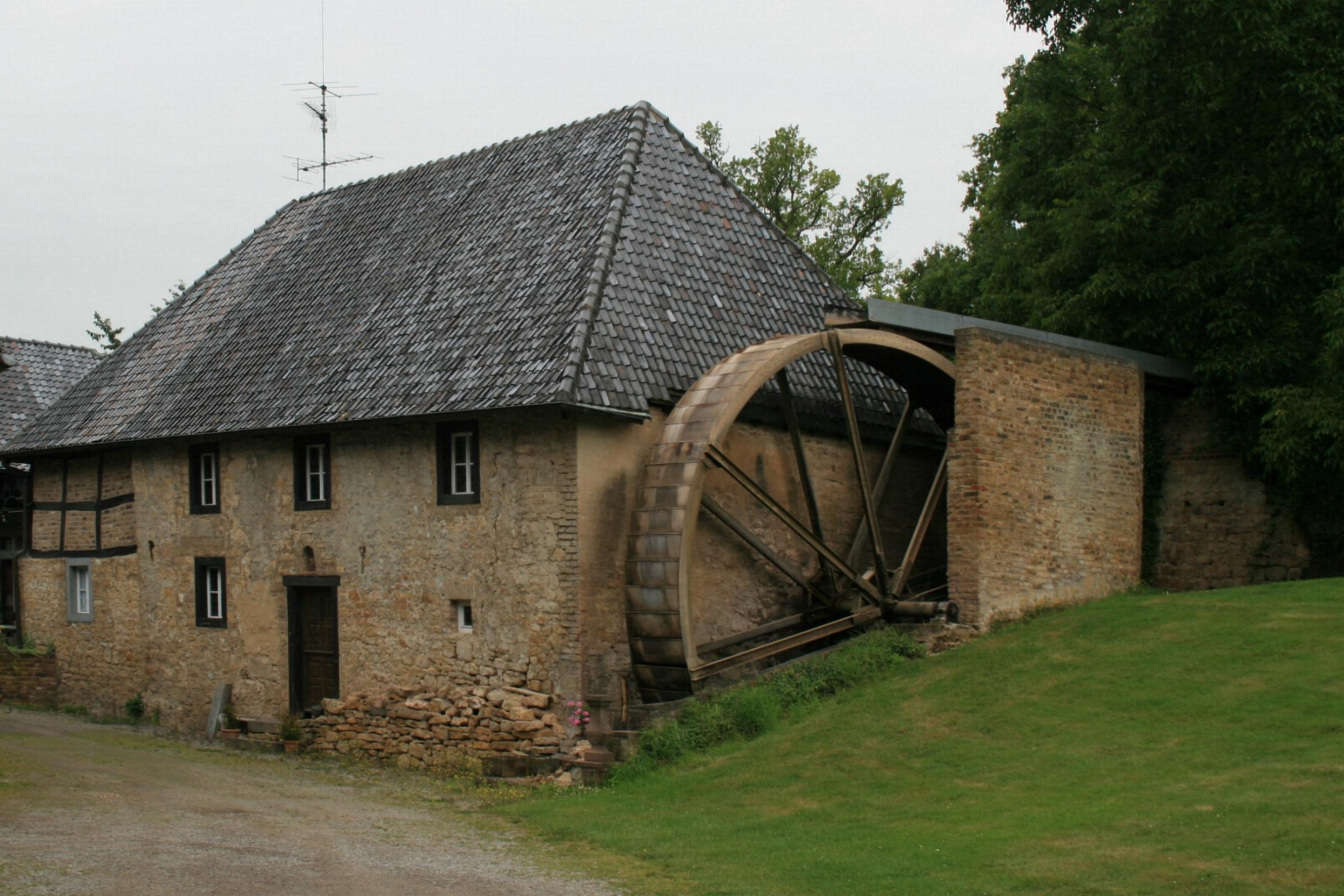
17e-eeuwse watermolen (Nicksmühle)
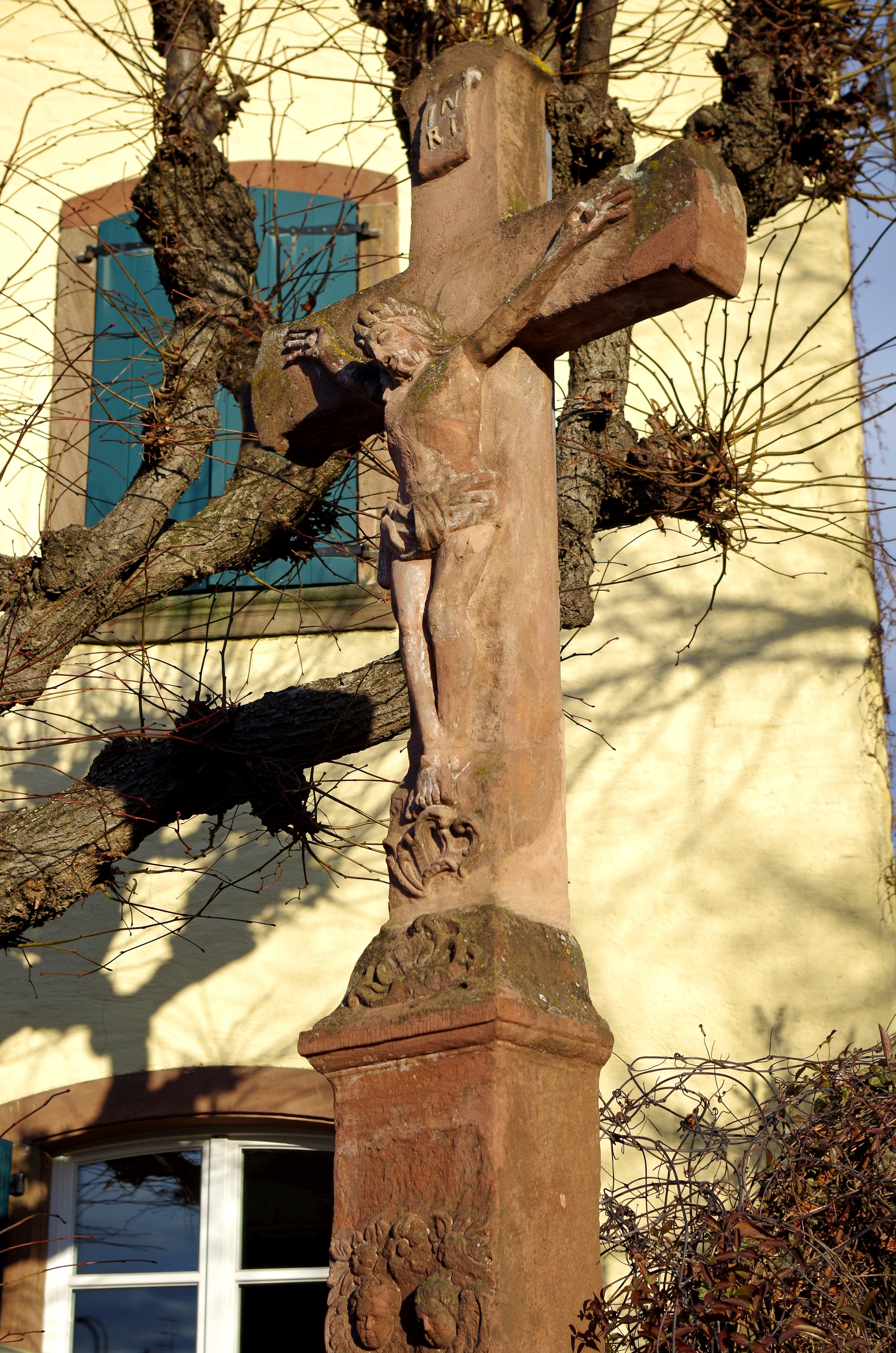
Wegkruis
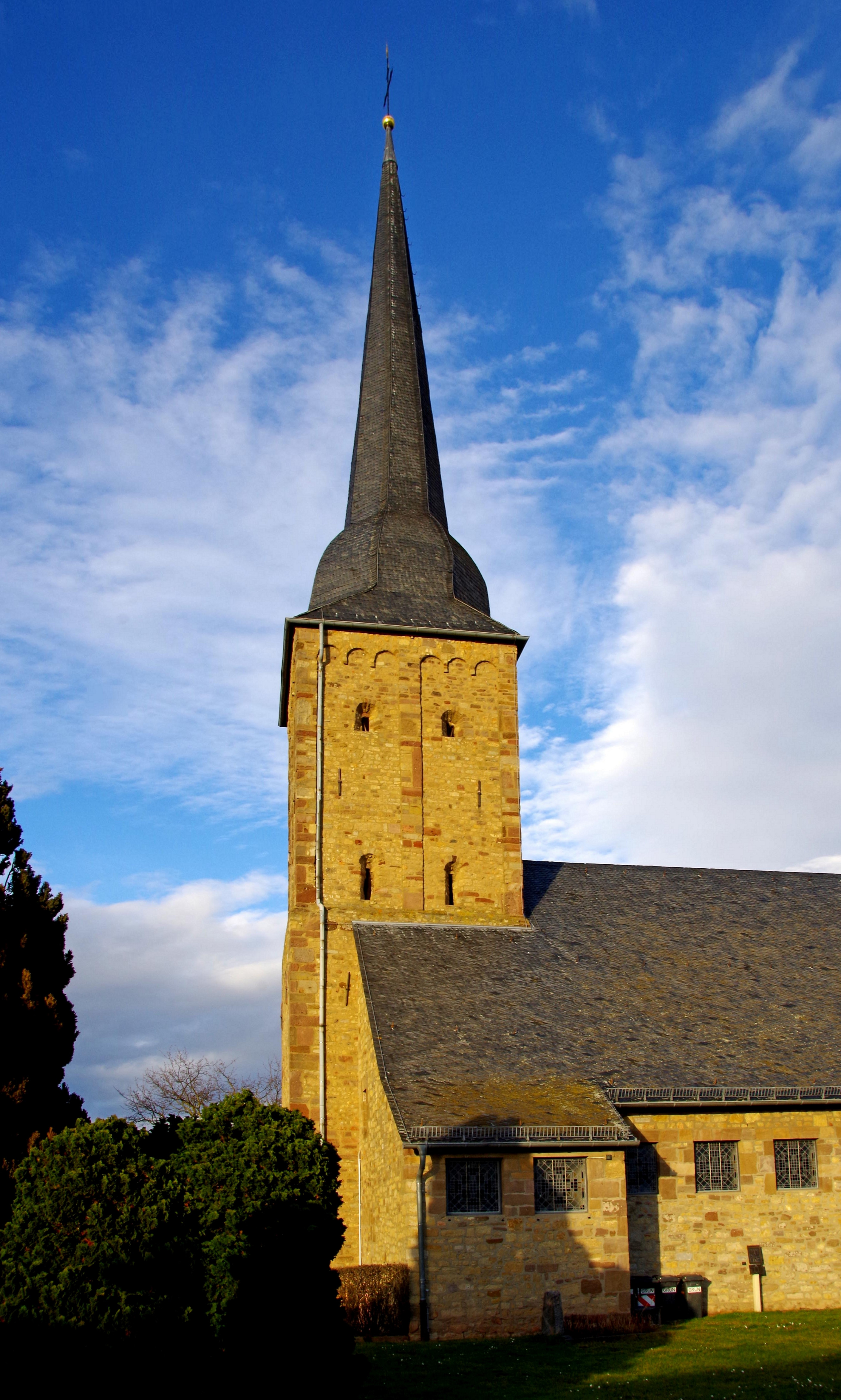
R.K. St. Agathakerk (16e-17e eeuw)